# 专门机构特权和豁免公约
专门机构特权和豁免公约（英語：Convention on Privileges and Immunities of the Specialized Agencies）是1947年通过的联合国公约，于1948年12月2日生效。

## 背景
在《联合国特权和豁免公约》通过后，为尽量统一联合国和各专门机构所享的特权和豁免，联合国大会于1947年11月21日通过179(2)号决议，核定专门机构特权和豁免公约，提请各专门机构接受，并请各联合国会员国和专门机构会员国加入。

## 内容
公约（第三到六条）在财产资金和资产、通讯便利，会员国代表、职员等方面对特权及豁免做了具体说明。
公约第八条规定专门机构职员有权使用联合国通行证，各专门机构也有颁发联合国通行证的特权。
公约的十五个附件分别对十五个专门机构列明了标准条款在应用该机构时的执行规定。

### 公约附件
本公约包含18个附件，分别对应公约成立以来的18个专门机构：
- 附件一：国际劳工组织（ILO）
- 附件二：联合国粮食及农业组织（FAO），包括2份修订文本
- 附件三：国际民用航空组织（ICAO）
- 附件四：联合国教育、科学及文化组织（UNESCO）
- 附件五：国际货币基金组织（IMF）
- 附件六：国际复兴开发银行（IBRD）
- 附件七：世界卫生组织（WHO），包括3份修订文本
- 附件八：万国邮政联盟（UPU）
- 附件九：国际电信联盟（ITU）
- 附件十：国际难民组织（英语：International Refugee Organization）（IRO），1952年该组织解散后作废
- 附件十一：世界气象组织（WMO）
- 附件十二：国际海事组织（IMO），包括2份修订文本
- 附件十三：国际金融公司（IFC）
- 附件十四：国际开发协会（IDA）
- 附件十五：世界知识产权组织（WIPO）
- 附件十六：国际农业发展基金（IFAD）
- 附件十七：联合国工业发展组织（UNIDO）
- 附件十八：世界旅游组织（WTO）